# Tele Crevillent
Tele Crevillent es la televisión local por cable de la localidad alicantina de Crevillente (España), propiedad de Crevisión S.A. y perteneciente al grupo Open Cable. Dispone de dos canales propios; TLC Tele Crevillent, programas de interés local, además de listas de Compra/Venta y Farmacias. Además de emisión de esquelas. Cuando no emite la programación local enlaza con Biography Channel, Fox, Calle 13, SciFi o National Geograhic. El segundo canal, Canal Info, muestra la programación de casi todos los canales de los que ofrece Tele Crevillent a sus abonados.

## "20 anys de TLC"
Tele Crevillent celebró, en 2008, 20 años de emisión. Por este motivo se inició un recorrido por la historia del canal y de la localidad de Crevillente.
A las 17.00 se ofrecía cada día la redifusión de programación desde que comenzó sus emisiones.
Telecrevillent cambió sus siglas de TVC a TLC, además de darle un nuevo estilo al logotipo, con la celebración del 20 aniversario.

## Programas destacados
- Crevillent al día: se ofrece información local en el informativo de medio día y noche de lunes a viernes.
- Fulls Informatius: domingos por la tarde/noche, repaso de las noticias más destacadas de la semana.
- Hilo Directo: programa mensual con el alcalde para que dé solución a quejas recibidas a través de cartas y llamadas de los vecinos.
- A fondo: entrevistas y reportajes.
- Zona Deportiva: repaso del deporte local.
- Fiestas Locales: retransmisión de las fiestas más importantes de Crevillent: Moros y Cristianos, Semana Santa, Cabalgata de Reyes, Fiestas de los barrios antiguos de la localidad (Barrio de la Salud, Barrio Sur, Barrio del Ángel...).

## Canales disponibles
En analógico dispone de La 1, La 2, Antena 3, Cuatro, Telecinco, La Sexta, Canal Historia, Fox (España), Canal Odisea, Canal Hollywood, Canal Panda, Somos, Paramount Channel, FDF, Eurosport Alemania, Buzz, XTRM, Sol Música, Andalucía TV, Mediterráneo TV, Canal 24 Horas, Nova, Canal Cocina.
En digital, a través de un sintonizador de tv por cable digital (DVB-C) emite: La 1, La 2, Antena 3, Cuatro, Telecinco, La Sexta, Fox, XTRM, SciFi, Canal Hollywood, Calle 13,  Somos, Buzz, De película, Intereconomía Televisión, Canal Cocina, Mega, Teledeporte, Canal Historia, Odisea, National Geographic Channel, Canal 24 Horas, Divinity, Gol Play, Disney Channel(España), Cosmopolitan, Clan+, Canal Panda, Esport3, Neox, Nova, DMAX, Telenovelas, TV3, 7RM, FDF, Metropolitan TV, Mediterráneo TV, Sol Música, HitTV, DKISS, 8madrid, Telemadrid, laOtra, 13TV, Paramount Channel, TEN, AMC, Aragón TV, Boing, Real Madrid TV, Barça TV, Sundance Channel, A&E, Decasa, Canal de las estrellas, Clásico TV, CNN, TV5 Monde, Iberalia,  La 1 HD  Antena 3 HD, Cuatro HD, Telecinco HD, La Sexta HD, 7RM HD, Canal Hollywood HD, Paisajes del Mundo HD, Teledeporte HD, Atres Series HD, BeMadTV HD.
(*) Listado de canales disponibles en septiembre de 2016.

## Radio Crevillent
También perteneciente a Crevisión S.A., se puede sintonizar en el 91,5 FM y también a través de internet aquí.
Su lema es: Radio Crevillent, siempre cerca de ti.
Desde marzo de 2009, Radio Crevillent emite programación de Radio Intereconomía.

## Crevifónica
Crevisión S.A. también ofrece los servicios de teléfono, internet y móvil bajo el nombre de Crevifónica.